# Хилдехарой (тайп)
Хилдехарой (чечен. Хилдехьарой — заречинские) — один из чеченских тайпов, представители которого входили в историческую группу кистин, также являясь составной частью современных кистинцев Панкиссии. Имеют родовую гору — Туйлой лам.

## Состав
Тайп Хилдехарой делится на гары: Зейтхой, Пужахой (Пожхой), Амашхой чечен. Амашхой, Керистахой, Люнгихой (чечен. Луьнгихой), Кхорхой (чечен. Кхорхой), Пкиерой (чечен. Пкъиерой), Саканхой (чечен. Саканхой), Цийлахой (чечен. ЦӀийлахой), Хенгихой (чечен. Хьенгихой), Пхожпарой, Тулой (ТІулой), Чамгихой, Дюрчхой, Горстхой.

## География
Земли тайпа в исторической области Хилдеха (чечен. Хилдехьа), расположенной в бассейне п. пр. Аргун (чечен. ЧӀаьнтийн Орга) Цийлахойн эрк, граничило на востоке с Хачарой (чечен. Хьачара), на западе с Майста (чечен. МӀайста), на севере с Терла (чечен. ТӀерла) и на юге — с Цово-Тушетией (Грузия). Хилдехаройцы — зареченские, отсюда видимо и происходит название Хилдеха (чечен. Хилдехьа) — за рекой.
Севернее Биркиани находится маленький аул Дзибакхи, населённый выходцами из Хильдехароя… А на левом берегу Алазани расположено третье по величине село Омало. Предание говорит, что село основали два хильдехароевца.
Восточнее Тебулосского северными отрогами Пирикительского хребта служат Хилдехарой-Дук (г. Нархиг-Корт, 3767 м).

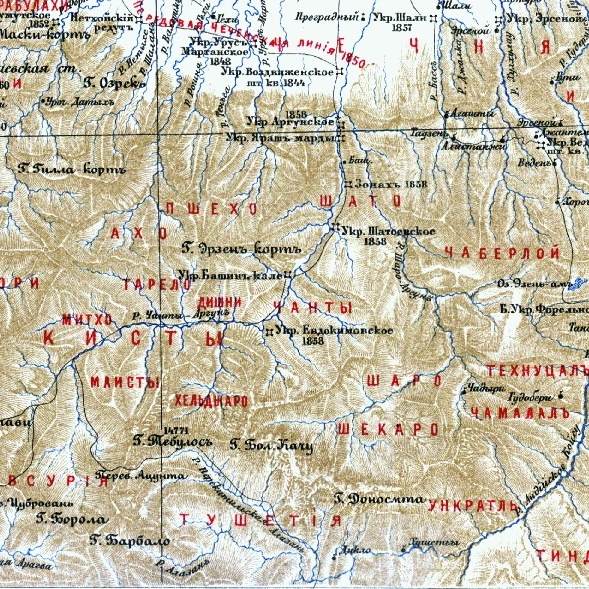
Тейп Хельдыаро (Хилдехарой) на карте 1899 года
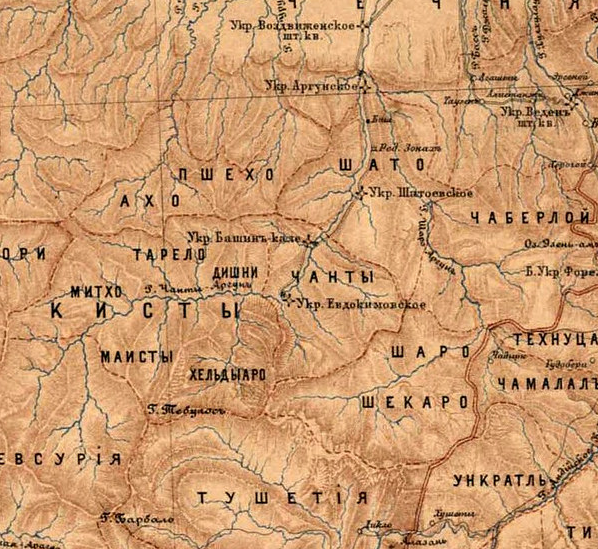
Тейп Хельдыаро  на карте 1897 года
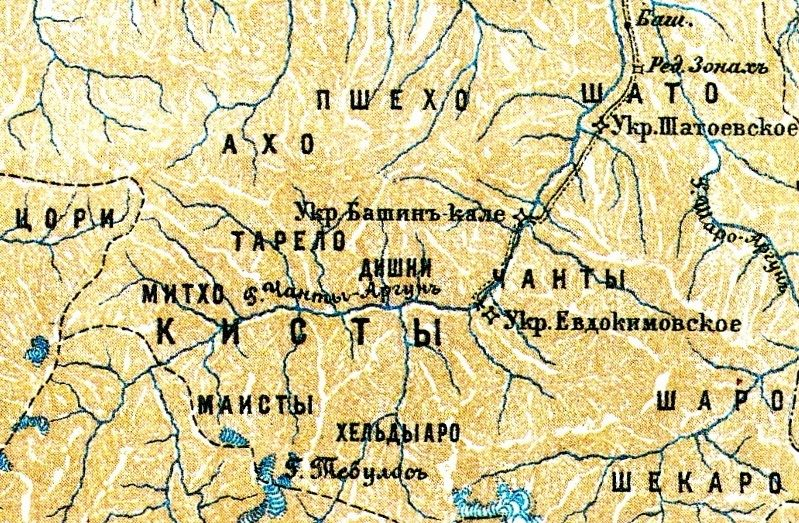
Тейп Хельдыаро на карте

## Говор
Говор кистинского и итумкалинского диалектов чеченского языка. Некоторые авторы включают говор в горный диалект чеченского языка.

## Поселения
Представители общества имели следующие селения и отселки, в том числе и башенные: Бовхо, Горст, Гуйвийнача, Дуьрчани, Керисте, Корхой, Кирбасой, Люнки, Мецехчу, Пужах, Пужапхьаро, Саканахо, Тюйли, Хангиха, Чамги и Цийлахо.